# 趙倜
趙 倜（ちょう てき、1871年〈同治10年〉 - 1933年〈民国22年〉）は、清末民初の軍人。毅軍の主要指揮官の一人で、北京政府に属したのちも河南省で一定の勢力を保った。もとの名は金生。字は周人。

## 事跡

### 毅軍での昇進
汝寧府汝南県玉皇廟郷（現在の河南省駐馬店市平輿県）曾荘の農民の家庭に生まれる。生家は2間程度の草ぶき屋根と半畝の墓地しかなく、父の趙培義は定職を持たず、タバコや私製の塩を売っては売上を使い果たしてしまう人物で、母は農地を借りてその日暮らしをしていた。8歳の頃、上蔡県の漢方薬店に弟子入りする。主人に学問の素養を見出され、塾館で店の子弟の勉強の相手をする。12歳の頃には、帳簿の記入手伝いをするまでになった。しかし、貧困のため1890年（光緒16年）から北京で職を探すも見当たらず、天津へ行きついた。そこで手紙の代筆を行ったところ済南に駐屯していた毅軍の馬玉昆に見いだされ、武官の道を進む決意をする。初めは文案文書担当官として仕えた。しかし、騎馬・銃の訓練にも励んで成果をあげ、1894年（光緒20年）、馬隊管帯に昇進した。同年の日清戦争では、馬玉昆は4個営を率いて平壌へ向かい、趙倜もこれに随従して日本軍と戦った。
1898年（光緒24年）、毅軍が武衛左軍に改組され、山海関に駐屯すると、趙倜もこれに従う。1900年（光緒26年）、武衛左軍後路（馬隊2個営、歩隊3個営）統領に昇進する。翌年、都司補用遊撃に叙される。1903年（光緒29年）、馬玉昆に従って河南省朝陽に駐屯、1906年（光緒32年）、崑源に従って黒竜江の匪賊討伐に派遣される。1907年（光緒33年）、京畿に帰還。
1908年（光緒34年）、武衛左軍総統官にあった馬玉昆が死去すると、姜桂題がその後任となった。趙倜は馬玉昆に引き続き、姜桂題も良く補佐し、その信任を得た。これにより、武衛左軍全軍翼長に昇進した。

### 辛亥革命
辛亥革命の際には、広東高州鎮総兵であったが、10月頭に歩・馬・砲兵5個営を率いて周符麟率いる第6鎮第12協とともに洛陽に派遣され、山西省の閻錫山、陝西省の張鳳翽ら革命派と交戦し、21日には潼関を奪還。同日、北京に向け「敵は死体500体を残し退却、大砲6門、機関銃10挺鹵獲、自軍の損害は死亡6名、負傷10名」「2営の増援があれば、長安を奪還する」と打電している。趙倜の部隊は規律正しく、潼関で混乱を起こさなかったため、革命派の郭希仁からも評価されている。しかし、洛陽では革命派から投降を呼びかけるため派遣された使者の劉純仁と紀宗義を殺害した。一方、趙倜も潼関で赤十字団員の姚景鐸を革命派本部に派遣しているが、革命派に殺害された。
その後潼関防衛に当たっていたが、次第に消耗戦を強いられ、11月2日、澠池まで撤退。同地で第6鎮第12協と合流し、11月23日、陝州に転進。12月2日、潼関に進出し、南路司令官に就任する。のち、袁世凱の命で陝西革命軍と講和し、潼関を明け渡して河南省に撤退。西部の閿郷・霊宝・陝州一帯に駐屯した。

### 河南支配
民国成立後も河南に留まり、袁世凱より河北鎮総兵に任ぜられる。1913年（民国2年）、毅軍は豫軍を吸収合併し2個師に再編、趙倜は陸軍上将として河南護軍使を兼任するとともに自ら武衛左軍後路各営を再編した河南陸軍第1師師長に就任した。1914年（民国3年）1月、趙倜は豫南剿匪督弁として、陝西省・河南省で活動していた白朗を討伐する。同年8月に、白朗を戦死させ、この功績により宏威将軍に任命されている。9月には、開封で徳武将軍兼督理河南軍務（いわゆる河南将軍）に任じられた。鎮守使も帰徳の宝徳全、豫北の方有田、南陽の趙傑、豫西の丁香玲と毅軍出身者で固められた。以後8年に渡り、熱河都統の姜桂題とともに趙倜の毅軍（宏威軍と呼ばれた）は河南で一定の勢力を保った。
1915年（民国4年）12月、袁世凱が皇帝に即位すると、趙倜はこれを支持、河南省長の田文烈とともに省庫銀100万元を即位礼に献上し、一等侯爵に封じられた。護国戦争（第三革命）を経て、1916年（民国5年）に袁世凱が死去すると、趙倜は7月に河南督軍に異動する。さらに、12月に北京政府の農商総長に発令された田文烈の後任で省長も兼任した。また、安徽派の段祺瑞の取り巻き・督軍団の一員となり、段祺瑞に煽動されて第一次世界大戦参戦案可決のため閣僚らに圧力を加えた。ところが1920年（民国9年）2月、段祺瑞が、河南を自己の勢力圏に加え直隷派との主戦場にしようと趙倜の罷免と呉光新への交換を狙っていた事が判明する。河南省出身の大総統徐世昌が拒否したため首が繋がったが、以降、趙倜は反安徽派、親直隷派へと転向し、段祺瑞と徐世昌の板挟みとなった靳雲鵬が国務総理を辞任すると、3月4日、趙倜は7省省長と連名で慰留を求めた。
7月の安直戦争では、趙倜は直隷派に与して、洛陽に駐屯していた安徽派の西北辺防軍第1混成旅・第4混成旅を董政国と監視。ただし、南陽鎮守使の呉慶桐の更迭には反対していた。安徽派敗北後の7月22日、第1混成旅旅長の宋邦翰、第4混成旅旅長の張鼎勲は陸軍省の直轄として部隊存続を求めたが、呉佩孚は受け入れず、27日に武装解除を命じた。それに反発して兵乱の動きがあったため、趙倜は両旅を包囲、呉佩孚も8月9日に直接洛陽に赴き、武装解除を指揮した。また20日、北京政府により呉慶桐の更迭も正式に決定した。それに反発した呉慶桐は先鋒隊歩兵3個営、騎兵2個営を率いて挙兵。鄭州の第3師第6旅の一部も呼応した。湖北の王占元より和議を求められたが、結局9月7日夜、舞陽県で交戦することとなり敗退する。9日、趙倜は曹錕・張作霖に救援を求め、呉佩孚より蕭耀南の援軍を得て呉慶桐を撃退した。

### 失脚
毅軍の勢力を優先したい趙倜は、一時は2個旅に解体した豫軍系の河南陸軍暫編第1師（長：成慎）を1921年（民国10年）1月14日、再び解散、自身の弟の趙傑を部隊長として再編しようとした。4月16日、成慎が反乱を起こすと、趙倜は早速鎮圧にあたらせるが、直隷派の呉佩孚も、河南を掌握しようと動き始め、配下の馮玉祥に命じて鎮圧を妨害し始める。趙倜は奉天派の張作霖らの支援を仰ぎ、一時は凌いだ。この事件をきっかけに、趙倜は直隷派にも反感を抱くようになる。
1922年（民国11年）4月に第1次奉直戦争が勃発すると、趙倜は北京の密偵から情報収集を行っていたが、呉佩孚戦死の誤報を信じ、5月4日、武装中立を宣言。奉天派に与して5月6日、弟の趙傑率いる80個営、宝徳全率いる10個営を以て鄭州で留守を守っていた張之江の第11師第22旅など直隷派残部を包囲する。更に、南陽鎮守使の李治雲、巡緝隊統領の閻日仁および信陽・潢川・光山・汝南の各巡緝隊に命じて信陽を占領し、直隷軍の北上を絶った。しかし、武装中立を宣言した時点で既に奉天派の敗北は決しており、趙倜もまた河南に到着した馮玉祥率いる第11師主力や胡景翼率いる陝西陸軍第1師、蕭耀南の鄂軍（湖北軍）2個旅などによって撃破された。5月8日に開封が陥落すると、変装し部下数名を連れて上海租界に脱出。5月10日に、河南督軍を正式に罷免された。
その後は奉天に亡命し、張作霖や張学良の下で軍事顧問などとして遇される。1927年（民国16年）2月の安国軍の河南侵攻時、河南宣撫使として河南へ復帰しているが、北伐で撃破され、以降は隠居する。
趙無き後の毅軍は、呉佩孚の命を受けた張福来によって3個旅4個団に縮小され、部隊長には丁香玲を除き馬志敏ら豫軍出身者を充てるなど、勢力の切り崩しが行われた。その後、1925年に国民軍配下となった熱河毅軍総司令の米振標が河南に到着、のち呉佩孚に帰順するが、豫軍出身の寇英傑と比べその影響力は限られており、安国軍で毅軍再興をもくろむも北伐により撃破された。これにより、清末以来の毅軍は完全に崩壊、消滅したことになる。
1933年（民国22年）、北平で癌により死去。享年63。

## 栄典
- 二等大綬嘉禾章[16]
- 一等大綬宝光嘉禾章[3]

## 親族
三番目の弟の趙傑は宏威軍総司令として混成第1旅、のちに第2旅長、第1師長を務め、南陽鎮守使も兼任するなど宏威軍（河南毅軍）の勢力維持に貢献したが、趙倜とともに上海租界へ逃れた。以降は趙倜とともに東北へ亡命、天津で寓居したとも、上海租界から先は趙倜に同行せず、樊鍾秀の建国豫軍の招撫使として孫文陣営に加わり、孫文の死後は上海で寓居していたが、中原大戦のさなかに国民政府の命で河南省に派遣される道中、安徽省碭山で暗殺されたともいわれる。